# União Desportiva de Santarém
El UD Santarém es un equipo de fútbol de Portugal que juega en el Campeonato de Portugal, la cuarta división de fútbol en el país.

## Historia
Fue fundado el 23 de agosto de 1969 en la ciudad de Santarém luego de la fusión de los equipos SCG Os Leones y SG Uniao Operaria.
En 1975 son campeones de la desaparecida Tercera División de Portugal, logrando el ascenso a la Segunda División de Portugal por primera vez, pero descendieron tras una temporada. Diez años después son campeones de la tercera división nuevamente y juegan en la Segunda División de Portugal por segunda ocasión corriendo con la suerte de la vez anterior.

## Palmarés
- Tercera División de Portugal: 2

1974/75, 1984/85
- Primera División de Santarém: 1

2018/19
- Segunda División de Santarém: 1

2017/18
- Copa de Santarém: 2

1978/79, 2018/19